# رينا سوزوكي
رينا سوزوكي (باليابانية: RINA) هي طبالة ومغنية يابانية، ولدت في 21 أغسطس 1991 في نارا في اليابان.